# Суворов, Максим Терентьевич
Максим Терентьевич Суворов (ум. 14 апреля 1770, Москва) — русский государственный деятель, просветитель, директор Синодальной типографии.

## Образование
Учился в Славяно-греко-латинской академии.
18 декабря 1716 г. Пётр Великий писал из Амстердама начальнику Монастырского приказа графу Ивану Алексеевичу Мусину-Пушкину: «По получении (сего) выберите немедленно из латинской школы лучших ребят, высмотря гораздо которые поостряя, человек десять, и пришлите морем на шнаве, которую будет отпускать генерал-фельдмаршал кн. Меньшиков». 22 марта 1717 г. Мусин-Пушкин доносил царю, что он отправил к нему девять учеников, в числе которых был и Суворов, который поселился в Праге и там пробыл 3 года, занимаясь преимущественно языками — немецким, французским и славянскими.

## Карьера
В Россию возвратился в 1720 г. и штатс-руководством контор-коллегии был направлен в ведение Синода, который определил его в Петербургскую типографскую контору старшим справщиком и переводчиком с жалованьем по 300 рублей в год. В актах Московского архива министерства иностранных дел упоминается, что из-за границы привёз сделанные им переводы нескольких книг, но названия их не приводятся.
В августе 1725 г. был направлен в Сербию «для обучения тамошнего народа детей латинского и словенского диалектов». Жалованья ему было назначено 300 рублей в год, что, по-видимому, было недостаточно для Суворова, обремененного семьею, ибо он неоднократно писал в Сенат и «через свои доношения требовал с прибавкою, объявляя себе немалые нужды».
В 1732 г. сообщал в Сенат, что новый сербский митрополит ему «от тамошнего учения в Сербии отказал и содержать его не хочет», и просил разрешения возвратиться в Россию. Сенат разрешил и на расходы по проезду отпустил сто рублей, послав о том указ российскому посланнику в Вене Ланчинскому. Последнему Суворов, прибыв в Вену, объявил, что указу «повиноваться готов и рад тамошнее бедственное житье переменить», но ассигнованными деньгами он проезд свой с семьёй на родину «управить не может», так как и сама сумма недостаточна и долги у него есть, нажитые в Сербии. С другой стороны и условия пребывания Суворова в Сербии значительно изменились. Правда, митрополит по-прежнему относится к его учительствованию неблагосклонно, но «оный митрополит почасту в болезни припадать стал, и оказалася оная болезнь небезопасною», а другие влиятельные духовные лица относятся к нему, Суворову, и к его деятельности вполне доброжелательно; так, петровородынский епископ Виссарион в двух письмах к Суворову «объявляет желание свое и прочих сербских архиереев иметь его по-прежнему в Сербии учителем, хотя бы митрополит и не хотел», и предлагает ему приехать в Петровородын; в том же духе пишет ему и хратский епископ Исаия. Убедившись в справедливости слов Суворова по подлинным письмам к нему названных епископов, Ланчинский, «видя поправление зазора, который оный Суворов претерпел», «к тому ж заподлинно ведая, что Римско-Цесарскому Двору обучение сербского народа весьма неприятно», высказался в донесении Сенату за оставление Суворова в Сербии и дал ему 100 гульденов на проезд в Петровородын.
15 сентября 1733 г. Ланчинский доносил, что ему «Сегединского города жители прислали зело докучное просительное письмо за подписью и печатьми 9 знатнейших персон», в котором просят о направлении Суворова учителем в их город. Судя по письмам епископов князю Суворову и жителей Сегедона к Ланчинскому, следует думать, что Суворов, как преподаватель, пользовался значительной популярностью, немилость же к нему митрополита была продиктована соображениями не педагогического, а политического характера, что впоследствии вполне разъяснилось. Из донесения Ланчинского от 1 февраля 1735 г. видно, что сербско-митрополичий агент при Венском Дворе Иосиф Ямбремкович, человек с запятнанной репутацией, но пользовавшийся полным доверием митрополита, старался всякими средствами отстранить от последнего лиц, казавшихся ему опасными в смысле умаления его собственного влияния на владыку. Так как, по-видимому, и Суворов был близок к митрополиту, то Ямбремкович стал доносить, будто венскому правительству «противно, что чужестранная персона в учители употребляема», митрополит же очень чутко относился к желаниям Вены. Позже, когда вины Ямбремковича объявились, и он сам был предан суду, следующий сербский митрополит Викентий Иоаннович именем клира и общества приносил российскому Синоду извинение за опалу на Суворова и просил оставить его в Сербии по-прежнему.
В 1736 г. вновь едва не пострадал в связи с делом сербского епископа Виссариона, арестованного митрополитом по обвинении его в «тайной с Российским царством и посланником корреспонденции».
Был заподозрен в приверженности к епископу Виссариону, и митрополит «чрез знатную персону домогался об указе, чтоб Сегединской комендант его, Суворова, яко выгнанного из России волочая, взял под арест, но комендант сие учинить яко с чужестранным человеком и союзной потенции подданным извинился». Вскоре после этого Суворов возвратился в Россию и был назначен директором Синодальной типографии.

## Место захоронения
Погребён в Москве, в Спасо-Андрониевом монастыре.